# Thiệp, Hàm Đan
Thiệp (chữ Hán giản thể: 涉县, âm Hán Việt: Thiệp huyện) là một huyện thuộc địa cấp thị Hàm Đan, tỉnh Hà Bắc, Cộng hòa Nhân dân Trung Hoa. Huyện này có diện tích 1509 ki-lô-mét vuông, dân số 380.000 người. Mã số bưu chính của huyện Thiệp là 380.000. Chính quyền huyện đóng ở trấn Thiệp Thành. Về mặt hành chính, huyện này được chia thành 9 trấn, 8 hương.
- Trấn: Thiệp Thành, Cố Tân, Hà Nam Điếm, Canh Lạc, Tây Đạt, Tây Thú, Sách Bảo, Tỉnh Điếm, Thiên Thành.
- Hương: Mộc Tỉnh, Long Hổ, Liêu Thành, Quan Phòng, Hợp Chương, Thần Đầu, Thiên Điếm, Lộc Đầu.